# ایگل ویلج (آلاسکا)
ایگل ویلج (به انگلیسی: Eagle Village) شهری در ناحیه سرشماری ساوت‌ایست فیربنکس، آلاسکا ایالت آلاسکا است که جمعیت آن در سرشماری سال ۲۰۰۰ میلادی ۶۸ نفر بوده‌است.